# Douglas (Fußballspieler, 1988)
Douglas (* 12. Januar 1988 in Florianópolis, Brasilien; bürgerlich Douglas Franco Teixeira) ist ein niederländischer Fußballspieler brasilianischer Herkunft.

## Karriere
Douglas Franco Teixeira begann seine Karriere beim Joinville EC im Bundesstaat Santa Catarina. Zur Saison 2007/08 wechselte er zum FC Twente Enschede. Am 22. Dezember 2007 absolvierte er beim Spiel gegen den SC Heerenveen sein erstes Spiel in der niederländischen Eredivisie. Zuvor gab er bereits am 7. September beim Freundschaftsspiel gegen Borussia Mönchengladbach sein Debüt im Dress von Enschede. Nach Ablauf seines Vertrags wechselte er 2013 zum FK Dynamo Moskau.
Zur Saison 2015/16 wechselte er zum türkischen Erstligisten Trabzonspor. Bereits nach einem Jahr verließ er diesen Verein wieder und wechselte stattdessen zu Sporting Lissabon. 2018 wurde Douglas gesperrt, nachdem er, ohne zuvor mit der medizinischen Abteilung eine Rücksprache gehalten zu haben, ein Diuretikum nahm, welches allerdings unter Doping fällt. Nachdem er sich in den Niederlanden beim Zweitligisten Go Ahead Eagles Deventer fithielt, unterschrieb Douglas am 11. August 2020 beim deutschen Zweitligaaufsteiger Würzburger Kickers einen Vertrag bis 2021 mit einer Option auf eine weitere Spielzeit. Nach dem Abstieg aus der 2. Bundesliga verließ er den Verein im Sommer 2021 wieder. Seit 2022 spielt er in den Niederlanden beim sc Barbaros Hengelo.

## Erfolge
- Niederländischer Meister: 2010
- Niederländischer Pokalsieger: 2011
- Niederländischer Supercupsieger 2011, 2012